# أوستين براينت
أوستين براينت (بالإنجليزية: Austin Bryant)‏ هو لاعب كرة قدم أمريكية أمريكي، ولد في 12 نوفمبر 1996 في بافو في الولايات المتحدة.